# Razzie Awards speciali
La Worst Eye-Gouging Misuse of 3D anche detta "Razzie Awards - speciali 3D" è una categoria dei premi Razzie Awards conferito a i peggior film nell'uso del 3D.
Questa categoria è stata creata nel 2010, a ridosso del boom di nuovi film che hanno adottato la tecnica della tridimensionalità, in modo evidentemente errato. 

## Vincitori e candidati
- 2010[1][2]
  - L'ultimo dominatore dell'aria (The Last Airbender)
  - Cani & gatti - La vendetta di Kitty (Cats & Dogs: The Revenge of Kitty Galore)
  - Scontro tra titani (Clash of the Titans)
  - Lo schiaccianoci (The Nutcracker in 3D)
  - Saw 3D - Il capitolo finale (Saw 3D)